# Fondation Auchan pour la jeunesse
La Fondation Auchan pour la jeunesse est une fondation française, créée sous l'égide de la Fondation de France en 1996 par l'enseigne de distribution Auchan.
Elle finance des projets associatifs de soutien à la jeunesse (emploi et réinsertion, éducation, prévention, santé, environnement, etc.), en France et à l'étranger.
En octobre 2021, la Fondation Auchan pour la jeunesse fusionne avec la fondation Weave our Future pour devenir la Fondation Auchan.

## Histoire et contexte
La Fondation Auchan pour la jeunesse a été créée en 1996, sous l'égide de la Fondation de France, et vient compléter les autres opérations de mécénat de l'entreprise Auchan et les actions de solidarité de proximité menées par les magasins et leurs salariés. Initialement active en France, elle soutient également des projets à l'étranger depuis 2011.

## Actions
Elle finance, en France et à l'étranger, des projets associatifs de soutien à la jeunesse, menés selon plusieurs axes : réinsertion et emploi, éducation, prévention et santé, respect de l'environnement,. La fondation soutient environ 70 projets par an, avec un budget de 1 500 000 euros.
Pour venir en aide à la jeunesse, la Fondation Auchan soutient des projets associatifs dans les domaines suivants: 
- lecture, écriture, culture
- réinsertion, formation, emploi
- nutrition
- respect de l'environnement
- santé

Parmi les projets financés par la Fondation Auchan pour la Jeunesse : des ateliers de sensibilisation artistique pour des enfants souffrant de troubles du développement, des ateliers de création musicale pour adolescents en partenariat avec l'Orchestre National de Lille, l'accompagnement scolaire impliquant les parents, la création de logement sociaux adaptés au quotidien de personnes en situation de handicap,,,.
La Fondation Auchan pour la Jeunesse peut accompagner des projets pendant plusieurs années consécutives, comme elle le fait pour un projet d'ateliers pour enfants autistes au sein du Palais des Beaux-Arts de Lille,. Son objectif est notamment d'aider financièrement et professionnellement les jeunes issus de milieu rural ou de zones urbaines sensibles à réaliser un projet personnel ou professionnel.
Depuis 2011, la Fondation Auchan a ouvert ses activités à l'international et soutient des projets associatifs locaux dans 10 pays étrangers dans lesquels le groupe Auchan est présent, essentiellement en Europe et en Asie. Les actions qu'elle finance dans ces pays rejoignent les axes stratégiques de la fondation : projet éducatif pour de jeunes aborigènes de Taïwan, sensibilisation à l'environnement auprès d'élèves chinois, accompagnement d'enfants défavorisés en Pologne…
Par ailleurs, chaque année, depuis 2006, la fondation lance un appel à projets, « le Prix Spécial association étudiante », à travers lequel elle finance des projets portés par des associations étudiantes agissant auprès de jeunes en difficultés dans l'un des domaines d'action de la fondation. En 2013, les projets de 5 associations étudiantes ont été sélectionnés, le premier prix ayant été décerné à un projet d’accompagnement des collégiens en difficulté scolaire.

## Fonctionnement
Les projets doivent répondre à des critères précis, comme la proximité géographique avec un site de l'entreprise. Ils doivent par ailleurs être mis en œuvre par une association ou une structure d'insertion par l'activité économique, et s'inscrire dans la durée. Les projets sont soumis au comité d'engagement de la Fondation Auchan pour la Jeunesse, composé de 10 personnes dont 7 salariés d'Auchan après avoir été instruits par le directeur de magasin concerné localement. L'implication des salariés est importante à toutes les étapes de la sélection et du suivi du projet.